# Tablice rejestracyjne w województwie chełmskim
Województwo chełmskie istniało w latach 1975−1998, od 1976 wydawało własne tablice rejestracyjne. Wydało ono wszystkie trzy wyróżniki: CH, CM i CU. Od początku stosowana była ścisła rejonizacja. Po reformie administracyjnej 1 stycznia 1999 wyróżniki były w dalszym ciągu stosowane jedynie na terenie miasta Chełm i powiatu chełmskiego, na terenie powiatów krasnostawskiego i włodawskiego stosowano wyróżniki charakterystyczne dla województwa lubelskiego.

## Tablice pojazdów prywatnych
Tablice samochodowe jednorzędowe
- Zasób 1: CHC, CHD, CHF, CHI, CHK, CHM, CHT, CHW
- Zasób 2: CMA, CMB, CMC, CMK, CMW
- Zasób 3: CUC, CUD

Tablice przyczep
- Zasób 1: CHF, CHH, CHM 9001-9999, CHO, CHP, CHV
- Zasób 2: CMP

Tablice motocyklowe
- Zasób 1: CHA, CHG, CHN, CHP, CHU
- Zasób 3: CUE

Tablice motorowerowe
- Zasób 1: CHA, CHB, CHC, CHM, CHN, CHT, CHU (dublowanie z tablicami samochodów i ciągników)

Tablice ciągników rolniczych
- Zasób 1: CHB, CHF, CHJ, CHL, CHP, CHV
- Zasób 3: CUE

### Rejonizacja
- CHA – Chełm (motocykle)
- CHB − Chełm (ciągniki rolnicze)
- CHC − Chełm
- CHD − Chełm
- CHF – Rejowiec Fabryczny
- CHG − Chełm (motocykle)
- CHH − Chełm (przyczepy)
- CHI − Chełm
- CHJ − Chełm (ciągniki rolnicze)
- CHK – Krasnystaw
- CHL − Krasnystaw (ciągniki rolnicze i motocykle)
- CHM − Krasnystaw
- CHN − Krasnystaw (motocykle)
- CHO − Chełm (przyczepy)
- CHP − Krasnystaw (przyczepy)
- CHT – Włodawa
- CHU − Włodawa (motocykle)
- CHV − Włodawa (ciągniki rolnicze i przyczepy)
- CHW − Włodawa
- CMA − Chełm
- CMB − Chełm
- CMC − Chełm
- CMK − Krasnystaw
- CMP − Krasnystaw (przyczepy)
- CMW − Włodawa
- CUC − Chełm
- CUD − Chełm
- CUE − Włodawa (traktory i motocykle)

Wyróżniki wprowadzone w 1999:
- LBS − Krasnystaw
- LBY − Włodawa

### Wyróżniki niewykorzystane
- Wyróżnik CH: CHR, CHS, CHX, CHY, CHZ
- Wyróżnik CM: CMD, CME, CMF, CMG, CMH, CMI, CMJ, CML, CMM, CMN, CMO, CMR, CMS, CMT, CMU, CMV, CMX, CMY, CMZ
- Wyróżnik CU: CUA, CUB, CUF-CUZ

## Tablice pojazdów państwowych
Wydawano je od 1976 do 1992 roku.
Samochody
- CHA ***B, ***C, ***D, ***E, ***F, ***G, ***H, ***K, ***N, ***V, ***Y
- CHB ***D, ***E, ***F, ***G, ***H, ***N
- CHD ***K, ***V
- CHF ***C
- CHK ***B, ***C, ***D
- CHM ***B, ***C, 001D-500D, ***V
- CHT ***B, 001C-500C, ***D
- CHW ***B, ***C, ***D, ***E, ***F, ***G

Przyczepy
- CHA ***P
- CHB ***P
- CHC ***P
- CHE ***P
- CHF ***P
- CHI ***P
- CHK ***P
- CHM ***P
- CHT ***P
- CHW ***P

Ciągniki rolnicze
- CHB ***U, ***V, ***Y
- CHC ***G, ***H, ***N
- CHM 001D-500D
- CHT 501C-999C
- CHW ***K

Motocykle
- CHN ***B

## Inne
- Tablice tymczasowe − C5-C9
- Tablice badawcze − XCH, XCM, XCU
- Tablice cudzoziemskie − ICH, ICM, ICU